# Самурзаканская Республика
Самурзаканская республика — самопровозглашенное государство существовавшее в Самурзаканском участке РИ, возникшее в ходе революции 1905—1907 годов.

## История
С началом революции в 1905 году по сообщению милиционеров князья Платон Эмухвари (Эмхаа), Леван Чичуа и их сообщники, крестьянин Евстафий Гулуа, учителя Василий Кавжарадзе и Константин Шария вели пропаганду и агитацию среди населения против царизма среди местных, по докладу капитана Зенченко некие приезжие революционеры из соседних Озургетского и Зугдидского уездов собирали тайные собрания и «читали различные прокламации с целью поколебать их в преданности к правительству». Революционеры во главе с Эмухвари в будущей «Самурзаканской республике» советовали населению игнорировать призывы в армию и не повиноваться властям. Их дивиз был троекратное «Долой Николая 2-го!».
В 1905 г. 4 декабря на сходе недалеко от села Хиацха Эмухвари решил вопрос об абреках, они поклялись принять участие в борьбе за свободу и независимость. Революционеры и сформированные отряды абреков встречаются с Кипшидзе и устанавливают связь с Зугдидцами.
В 1905 г. 15 декабря на Гальской базарной площаде стражники были разооружены, Эмухвари и его союзники Чинчор и Михаил Маргания отбирали оружие у стражников в Самурзакани, угрожали Глинскому и Войтенко распровой с помощью бомбы, после чего те выдали им 18 винтовок, револьвер, карабин, и ящик патронов, всего было получено 28 ящиков патронов. В этот же день начинает своё существование местное мини-государство, правительство которого властями рассматривалось как преступная организация.
30 декабря был сход в гальской школе и массовые забостовки с пением Марсельезы сторонников Эмухвари против стражников, 1 января водрузили знамя с надписью «Долой Николая 2-го» на гальскую церковь.
Эмухвари с крастной сотней 9 января 1906 года вошёл в село Окум и потербовал сдать Глинского, произошла перестрелка и Эмухвари раненный вынужден был скрыватся в лесу.
17 августа 1907 г. Эмухвари был заключен в Сухумскую крепость.

## Знамя/флаг
Восставшие использовали флаги и знамёна с надписями «Долой царя», «Да здравствуй свобода», «Долой Николая 2-го» (в последнем варианте двойка была написана римскими цифрами).

## Члены правительства
- Платон Эмухвари (Эмхаа) — глава республики.[5]

- Виссарион Демурия — единственный сообщник Эмухвари которого не заключили за решетку, известно что был вынужден эмигрировать, судьба не известна.

- Евстафий Гулуа — связан с военной частью, пропагандист-агитатор, посол в Зугдиди.

- Василий Кавжарадзе — агитатор-пропагандист.

- Константин Шария — агитатор-пропагандист.

- Чинчор Маргания — связан с военной частью.

- Михаил Маргания — связан с военной частью.

## Вооружённые силы
Вооружённые силы де-факто именовались «красной сотней» и состояли тажке из формирований абреков.
Численность колебалась от 400 до 700 человек в разные периоды времени.
В Западной Грузии, Гулуа раздобыл для войск 40 швейцарских винтовок, оружие в основном отбиралось силой у правительственных стражников.